# Avnede Sogn
Avnede Sogn er et sogn i Lolland Vestre Provsti (Lolland-Falsters Stift).
I 1800-tallet var Avnede Sogn i Lollands Sønder Herred anneks til Halsted Sogn i Lollands Nørre Herred, begge i Maribo Amt. Halsted-Avnede sognekommune blev ved kommunalreformen i 1970 indlemmet i Højreby Kommune, der ved strukturreformen i 2007 indgik i Lolland Kommune.
I Avnede Sogn ligger Avnede Kirke.
I sognet findes følgende autoriserede stednavne:
- Avnede (ejerlav)
- Lammehave (areal, ejerlav)
- Lille Avnede (bebyggelse, ejerlav)
- Store Avnede (bebyggelse, ejerlav)
- Torpe (bebyggelse, ejerlav)
- Ullerslev (bebyggelse, ejerlav)